# Decumanus

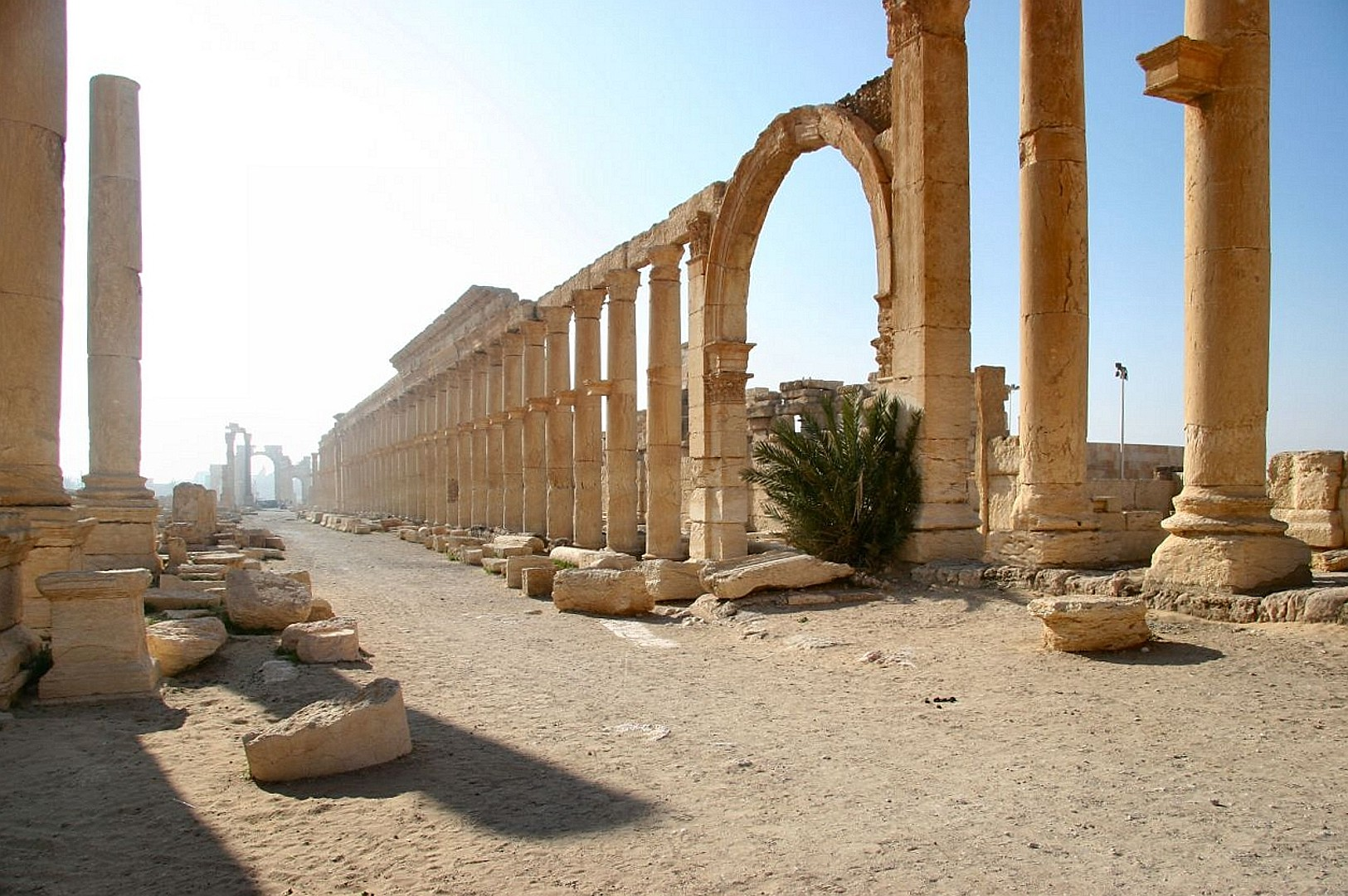
Decumanus Maximus din Palmyra, în Siria.

În latină, decumanus este o axă de circulație orientată de la est la vest, într-un oraș roman.

## Etimologie
Originea cuvântului din latină decumanus este probabil în raport cu numărul zece (în latină decem), însă fără să se poată înțelege această derivare. G. Guțu, în Dicționar latin-român (1983), face trimitere de la decuma, decumanus, decumo la decima, decimanus, decimo.

## Caracteristici
În urbanismul Romei antice, un decumanus este un drum orientat de la est la vest, într-un oraș, într-o tabără sau într-o colonie romană. Decumanus-ul principal este Decumanus Maximus, care leagă, în mod normal, Porta Praetoria (cea mai apropiată de inamic, într-o tabără romană) de Porta Decumana (poarta cea mai îndepărtată; poarta principală din spate).
Urmând un plan hippodamic, Decumanus Maximus și axa care îi este perpendiculară, Cardo Maximus, sunt axele principale care structurează orice castru roman și, în principiu, orice fondare de colonie romană. Această schemă de urbanizare, care s-a difuzat în întregul Imperiu Roman, și-ar găsi originea în riturile delimitării etrusce . În practică, orientarea urmând punctele cardinale pot fi mai mult sau mai puțin respectate, însă ortogonalitatea axelor este respectată în mod sistematic.
Forumul, inima vieții economice a orașului, este în mod normal așezat la intersecția dintre Decumanus Maximus și Cardo Maximus, sau în imediata apropiere.

## Exemple
- Croația:
  - Split:  Palatul lui Dioclețian răspunde sistemului urbanistic roman,  Decumanus Maximus legând poarta de argint din vest de poarta de fier din .[5]
- Spania:
  - Barcino (Barcelona) : Decumanus Maximus începea la poarta romană în fața actualei Plaça Nova[6]
- Franța:
  - Aquae Sextiae (Aix-en-Provence): decumanus-ul  a fost identificat sub Piața Arhiepiscopiei.
  - Augustodurum (Bayeux): decumanus maximus corespunde actualei Grand-rue.
  - Lutetia (Paris):  deși  traseul nu este prea clar, decumanus-ul ar corespunde cu actuala rue Soufflot.
  - Metz: decumanus-ul corespunde actualei Fournirue.
  - Nisa: decumanus din situl Cemenelum este vizibil pe vestigiile aduse la lumina zilei pe dealul Cimiez.
  - Orléans: decumanus corespunde axului format de rue de Bourgogne.
  - Poitiers: la Grand'rue urmează traseul decumanus-ului  galo-roman.
  - Reims: decumanus corespunde exei formate de actuala rue de Vesle (trecând prin avenue Jean Jaurès, la place Cérès și la place Royale).
  - Strasbourg: decumanus-ul corespunde străzilor rue des Hallebardes și  rue des Juifs.[7]
- Italia:
  - Aosta: decumanus corespunde axei formate de via Porta Pretoria, via Jean-Baptiste de Tillier și via Édouard Aubert.
  - Napoli: Decumanus Maximus este una dintre axele urbane care traversează, din epoca greco-romană, centrul istoric al Neapolului.
- Iordania:
  - Gadara (Umm Qais):  decumanus-ul  există încă, pe o lungime de 1 kilometru.[8]
- Siria:
  - Damasc: Via Recta se întinde pe 1.500 de metri și leagă porțile de est și de vest.
- Liban:
  - Beirut: Rue Weygand, orientată de la est la vest, urmează tot vechiul Decumanus Maximus.[8]

## Anexe

### Articole conexe
- Cardo
- Drum roman